# Stagonolepis
Stagonolepis é um género extinto de aetossauro. Tinha cerca de 3 metros de comprimento.

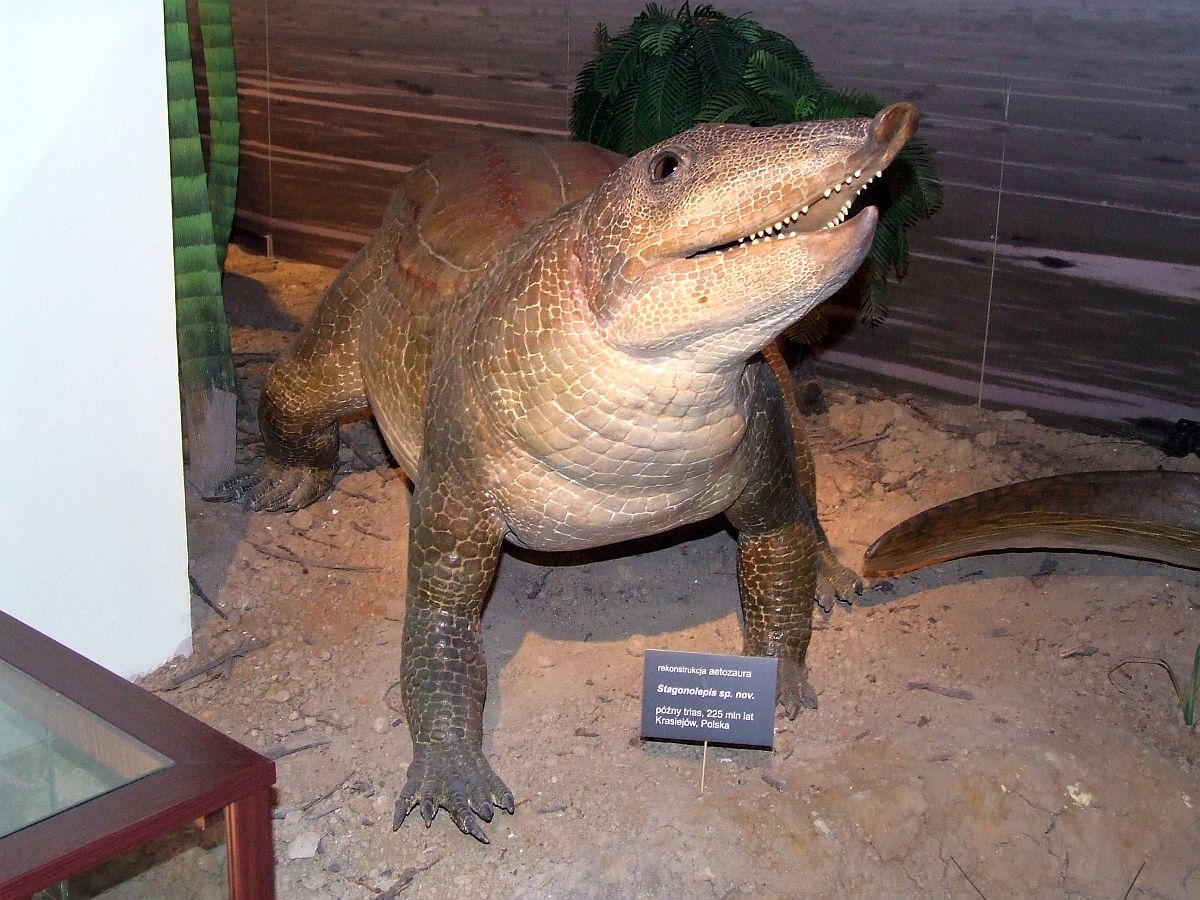
Reconstituição no Museu da Evolução de Varsóvia

O aetossauro Stagonolepis era um animal quadrúpede coberto de "espessas escamas blindadas" que existiam em próprio corpo. Um animal lento usaria essa armadura pesada para repelir ataques de carnívoros tecodontes contemporâneos. O Stagonolepis tinha uma cabeça muito pequena para seu tamanho, era de apenas 25 centímetros, representando menos de 10% do comprimento total do corpo. Ele não tinha dentes na parte frontal de suas mandíbulas, mas tinha um bico pontudo e arqueado para cima. Isso teria lhe permitido arrancar as plantas de uma forma semelhante a de um porco moderno. Os dentes forma de cova na parte de trás de sua boca e era apropriado para mastigar vegetação dura, incluindo cavalinhas, samambaias e as cicadáceas.
Restos fósseis do animal foram encontrados na Escócia, América do Sul e Polônia. O género Aetosauroides da América do Sul tem sido considerado um sinónimo do Stagonolepis por alguns paleontólogos. Duas espécies de Aetosauroides foram nomeados, A. scagliai e A. subsulcatus.

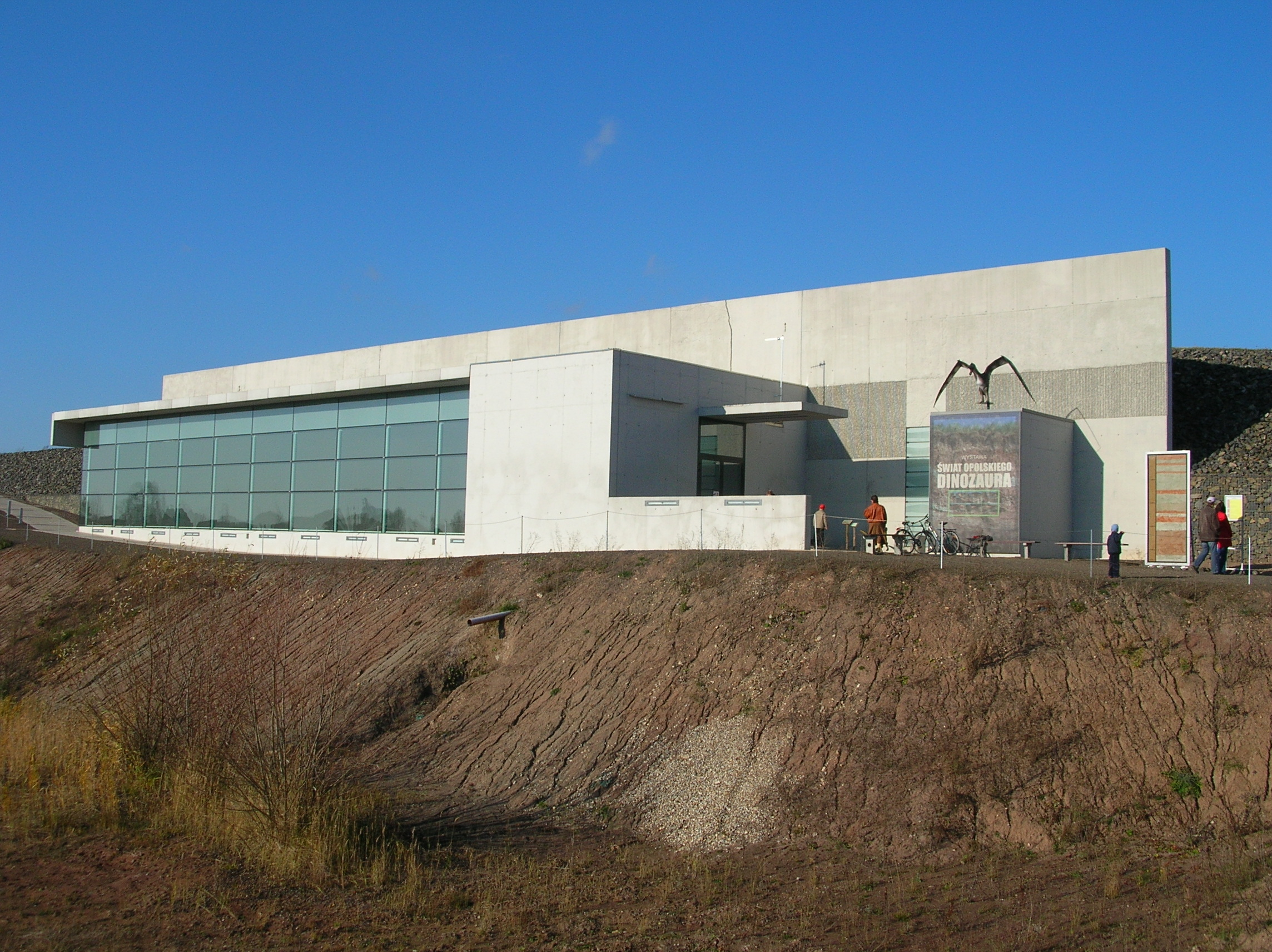
Museu de Krasiejów na Polônia, perto de onde restos de Stagonolepis e outros tetrápodes do Triássico foram encontrados.